# Južni vetar (televizijska serija)
Južni vetar je srbijanska televizijska serija snimljena za RTS televiziju od strane Miloša Avramovića. Sadrži dijelove istoimenog filma iz 2018. godine, i nastavlja s radnjom tamo gdje film prestaje. Premijera serije bila je 19. siječnja 2020. na RTS 1. U Hrvatskoj je premijerno prikazana na 5. ožujka 2021. na RTL Adria.
U travnju 2020. najavljena je druga sezona za jesen 2021., ali zbog pandemije COVID-19 je odgođena za 2022. Druga sezona pod nazivom "Južni Vetar: Na granici!" počela je dvomjesečno snimanje 19. lipnja na lokacijama Beograda i Srbije, dok premijera bi trebala početi 2023. godine.

## Glumačka postava
Dragan Bjelogrlić napustio je seriju kako bi se posvetio svom projektu Senke nad Balkanom, a ulogu Dragoslava Cara preuzeo je Predrag Manojlović.
Anita Mančić je nakon četvrte epizode serije u ulozi supruge Dragoslava Cara zamijenila Nelu Mihailović.
Filipa Hajdukovića u ulozi Carevog sina nakon četvrte epizode serije zamijenio je Milan Kolak.

### Glavna postava
- Miloš Biković kao Petar Maraš
- Miodrag Radonjić kao Baća
- Predrag "Miki" Manojlović kao Dragoslav "Car"
- Miloš Timotijević kao inspektor Stupar
- Hristo Šopov kao Dimitar Mitevski
- Jovana Stojiljković kao Sofija
- Aleksandar Berček kao Crveni
- Bogdan Diklić kao Lazar Maraš
- Ljubomir Bandović kao Vasilije Đurašinović "Vajo"
- Tamara Krcunović kao Marija Đurašinović
- Vuk Kostić kao Sparta
- Aleksandar Gavranić kao Vušo Đurašinović
- Nikola Pejaković kao Debeli bosanac
- Astrit Kabaši kao Libero
- Radovan Vujović kao inspektor Tankosić
- Aleksandar Srećković kao Kinez
- Ivan Mihailović kao Sine
- Aleksandar Sano kao Boyko
- Anita Mančić kao Ljubica, Careva žena
- Vahidin Prelić kao inspektor Papić "Papa"
- Aleksandar Gligorić kao Cappuccino
- Mladen Sovilj kao Drka
- Mirko Vlahović kao Mirko Radonjić
- Pasquale Esposito kao Cesare Lucardi

## Pregled serije
U Hrvatskoj prva sezona premijerno je bila dostupna od 18. veljče 2021. na RTL Play-u, a kasnije je prikazana od 5. ožujka 2021. na RTL Adriji.
Druga sezona je krenula sa prikazivanjem od srijede do nedelje 29. ožujka 2023. na RTL Play-u, a na kanalu RTL Adria se prikazivala od 1. listopada 2023.
| Sezona | Naziv                   | Epizoda | Prikazivanje                           | Prikazivanje                                                                             |
| Sezona | Naziv                   | Epizoda | Srbija                                 | Hrvatska                                                                                 |
| ------ | ----------------------- | ------- | -------------------------------------- | ---------------------------------------------------------------------------------------- |
| 1      | Južni vetar             | 14      | 19. siječnja 2020. – 19. travnja 2020. | 5. ožujka 2021. – 24. ožujka 2021. (RTL Adria) 13. lipnja 2022. – 30.lipnja 2022. (RTL)  |
| 2      | Južni vetar: Ubrzanje   | 4       | 24. rujna 2022. – 2. listopada 2022.   | 2. rujna 2023. (film)                                                                    |
| 2      | Južni vetar: Na granici | 12      | 25. veljače 2023. – 2. travnja 2023.   | 29. ožujka – 13. travnja 2023. (RTL Play) 1. listopada – 12. listopada 2023. (RTL Adria) |

## Glazba
Osim modernih i trenutno postojećih pjesama, za potrebe filma snimljen je cijeli niz pjesama. Cijelu glazbu za film radila je beogradska diskografska kuća Bassivity Digital. Za potrebe filma snimljene su sljedeće pjesme:
- "4 strane sveta" - Coby i Senidah
- "Grmi" - Mili
- "Mače" - Marlon Brutal i Juice
- "Južni Vetar Gas" - Coby i Mili
- "Grad greha" - Andjela Veštica i MCN
- "Mojne s' nama" - Mikri Maus i Monogamija
- "Hollywood" - Surreal

Nastavljeno je snimanje pjesama za potrebe serije, a za ostale epizode snimljene su sljedeće pjesme:
- "Pazi se" - Jovana Nikolić i Coby (Uvodna pjesma)
- "Trabaho" -  Đokaton i Mek Dejms
- "Coca" - Devito
- "Marash" - Fox i MCN
- "Joker "- 2Bona
- "Devedesete" - Coby
- "Oluja" - Teya Dora
- "Diesel" - Gazda Paja i Marlon Brutal
- "Južni vjetar Gas 2" - Mili
- "Ona" - Elon
- "Jugoton" - Rasta i DJ Link

## Vanjske poveznice
- Službena stranica
- Južni vetar u internetskoj bazi filmova IMDb-a